# Вільяелес-де-Вальдавія
Вільяелес-де-Вальдавія (ісп. Villaeles de Valdavia) — муніципалітет в Іспанії, у складі автономної спільноти Кастилія-і-Леон, у провінції Паленсія. Населення — 70 осіб (2010).
Муніципалітет розташований на відстані близько 250 км на північ від Мадрида, 60 км на північ від Паленсії.

## Демографія
Динаміка населення (INE ):